# Carpinus rankanensis
Carpinus rankanensis — вид квіткових рослин з родини березових. Поширення: Тайвань.

## Біоморфологічна характеристика
Це дерево; кора темно-сіра. Гілочки коричневі, голі. Ніжка листка 5–10 мм, гола. Листкова пластинка довгаста, овально-довгаста або еліптична, 8–10 × 3–4 см, знизу ворсинчаста вздовж середньої жилки та бічних жилок, зверху гола, крім вздовж середньої жилки, основа серцеподібна, край нерівномірно та подвійно щетинкоподібно-пилчастий, верхівка загострена або хвостато-загострена; бічних жилок 20–25 з кожного боку від середньої жилки. Жіноче суцвіття верхівкове, 10–12 см. Горішок довгастий або яйцеподібний, ≈ 3.5 мм, з дуже слабкими ребрами. Цвітіння: травень і червень, плодіння: липень і серпень.

## Середовище
Населяє мішані ліси; на висотах 1000–2000 метрів